# کورنروز

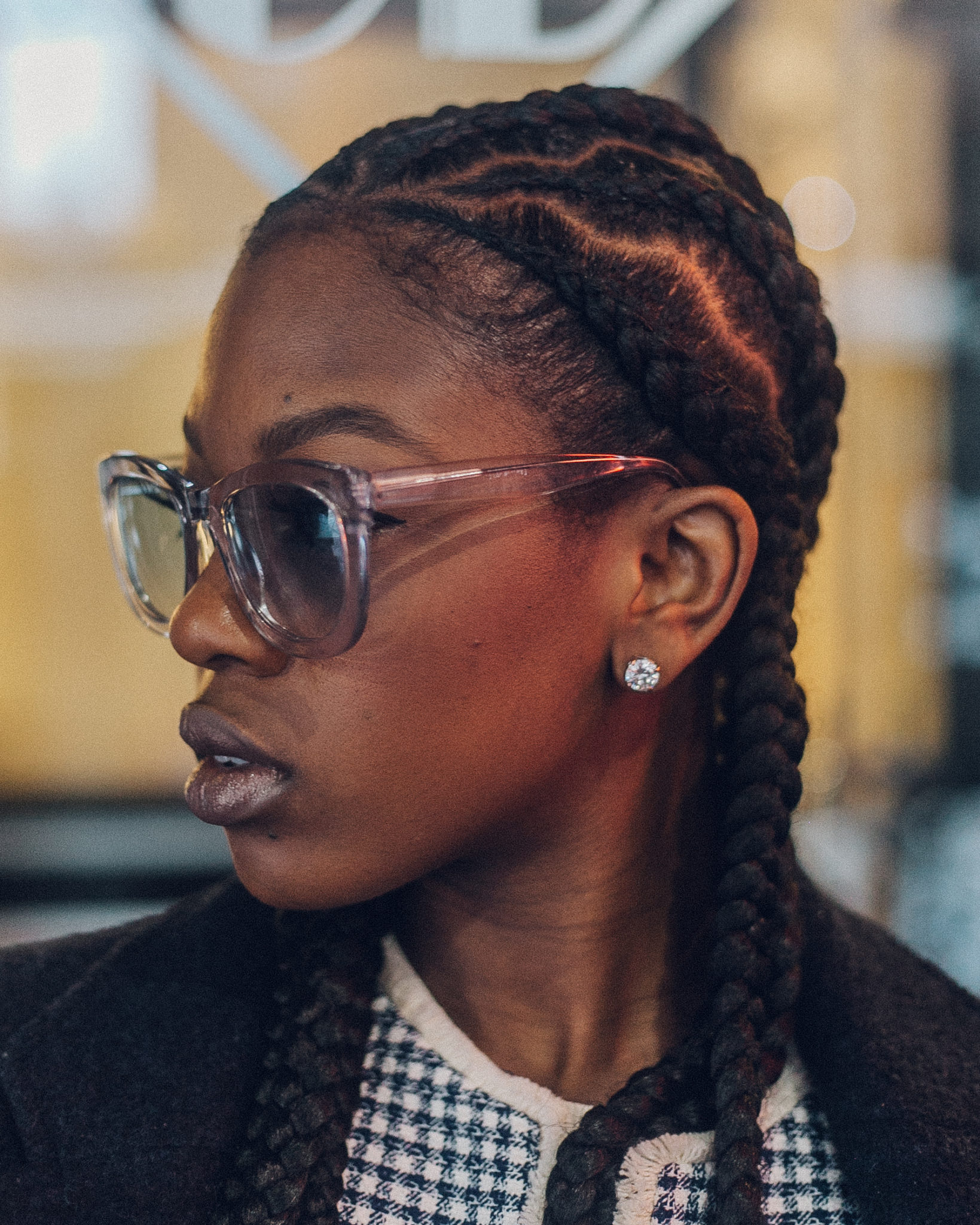
زنی با موهایی به سبک آفریقایی

آرایش رده‌ای بافت مو سبکی سنتی از بافه‌های مو است که در آن موها بسیار نزدیک به پوست سر و از زیر به سمت بالا بافته می‌شوند تا ردیف بلند و پیوسته‌ای از بافه مو ایجاد شود. همان‌طور که از نام این نوع آرایش مو مشخص است، ردیف‌های بافه‌ها اغلب ساده و مستقیم هستند، اما می‌توان آن‌ها را در طرح‌های هندسی پیچیده یا منحنی نیز طراحی کرد.
بسته به منطقه جهان، آرایش بافت رده‌ای توسط هر دو جنس زن و مرد استفاده می‌شود و در موارد کمی با مهره‌ها و زیورآلات مو تزئین می‌شوند. مدت زمان بافت بافه‌های رده‌ای بسته به مقدار و عرض آن ممکن است تا حدود ۵ ساعت طول بکشد. این نوع آرایش مو که اغلب به خاطر نگهداری آسان آن مورد توجه و محبوبیت است، اگر از طریق شستشوی دقیق موها و حفظ چربی طبیعی پوست سر نگهداری شود، می‌تواند هفته‌ها در همین حالت باقی بماند. این نوع بافه رده‌ای مو به عنوان حالت محافظ برای موهای مجعد آفریقایی در نظر گرفته می‌شوند زیرا رشد آسان و ترمیم کننده مو را ممکن می‌سازند. بافه‌هایی که بسیار تنگ و محکم بافته می‌شوند یا برای مدت طولانی‌تری استفاده می‌شوند می‌توانند باعث نوعی ریزش مو به نام آلوپسی کششی شوند.